# Галич-Мерське князівство
Галицько-Мерське князівство, або Галицьке князівство — удільне князівство на північному сході Русі зі столицею у місті Галич-Мерський, що на березі Галицького озера.

## Історія
У 1247 році великий князь Володимирський Святослав ІІІ Всеволодович виділив своїми племінникам, синам великого князя Ярослава ІІ, князівства в уділи. Одному з них, Костянтину, дісталося Галицько-Дмитрівське князівство. До складу володінь князівства, що займало відносно невелику територію, входили басейн Галицького озера з центром у Галичі-Мерському, що до цього належав Володимирському великому князівству, і місто Дмитрів з волостями, які спочатку входили до складу Переяславського (Заліського) князівства.
При онуках Костянтина в 30-х роках XIV століття князівство розпалося на 2 частини. Власне Галицьке князівство дісталося Федору Давидовичу, а Дмитрівське князівство — Борису Давидовичу.
Близько 1363 року великий князь Дмитро Донський, який розглядав Галич як «купівлю» Івана І Калити, зігнав онука Федора, князя Дмитра Івановича, і послав в князівство своїх намісників, фактично приєднавши його до московських володінь.
По заповіту Дмитра Донського 1389 року Галицьке князівство було знову виділено і дісталося разом з містами Звенигород і Руза його синові Юрію Дмитровичу. Але після того, як в 1450 році програвши битву Дмитро Шемяка утік до Новгорода, Василь Темний остаточно покінчив з незалежністю Галицького князівства, приєднавши його землі до Москви.
Пізніше московські правителі ще кілька разів давали Галич в кормління своїм синам.

## Правителі
- 1247 — 1255: Костянтин Ярославович;
- 1255 — 1280: Давид Костянтинович;
- 1280 — 1310: Василь Костянтинович;
- 1310 — 1335: Федір Давидович;
- 1335 — 1360: Іван Федорович;
- 1360 — 1363: Дмитро Іванович (Борисович);
- 1363 — 1389: у складі Московського великого князівства;
- 1389 — 1433: Юрій Дмитрович;
- 1433 — 1450: Дмитро Юрійович Шемяка.